# Lữ đoàn Hải quân đánh bộ 101
Lữ đoàn Hải quân đánh bộ 101 là một trong hai đơn vị hải quân đánh bộ cấp lữ đoàn của Hải quân Nhân dân Việt Nam.

## Lịch sử
Tiền thân của lữ đoàn là một trung đoàn bộ binh - trung đoàn 101C thuộc sư đoàn bộ binh 325 - được thành lập ngày 20 tháng 9 năm 1965 tại Thanh Hóa. Trong Chiến tranh Việt Nam, trung đoàn 101C đã tham gia nhiều trận đánh ở Quảng Trị, Tây Nguyên, miền Đông, miền Tây Nam Bộ và đạt nhiều thành tích. Sau khi Việt Nam thống nhất ngày 30 tháng 4 năm 1975, lực lượng hải quân đánh bộ được thành lập. Trung đoàn 101C được điều chuyển từ bộ binh sang hải quân và trở thành lữ đoàn hải quân đánh bộ 101. Cuối năm 1978, hải quân đánh bộ Việt Nam có hai lữ đoàn là 101 và 147.
Từ năm 1979 đến năm 1983, Lữ đoàn 101 đã tham gia chiến tranh biên giới Tây Nam, được Nhà nước Việt Nam phong tặng danh hiệu "Đơn vị Anh hùng lực lượng vũ trang nhân dân". Ngày 22 tháng 1 năm 1983, Bộ Tổng Tham mưu đã ra Quyết định số 101/QĐ-QP giải thể Lữ đoàn Hải quân đánh bộ 101. Một số cán bộ, chiến sĩ của Lữ đoàn Hải quân đánh bộ 101 sau giải thể được tăng cường về xây dựng Lữ đoàn Hải quân đánh bộ 126 - vốn là lữ đoàn đặc công hải quân 126 chuyển đổi thành hải quân đánh bộ.
Ngày 5 tháng 4 năm 2002, Bộ trưởng Bộ Quốc phòng ra Quyết định số 49/2002. Tiếp sau đó, ngày 26 tháng 4 năm 2002, Tư lệnh Quân chủng Hải quân ra Quyết định số 2178/QĐ-TL. Cả hai quyết định về việc tái lập lữ đoàn hải quân đánh bộ 101 trên cơ sở lữ đoàn 126 (đồng thời, lữ đoàn 126 với tư cách là một đơn vị đặc công hải quân lại được tái lập từ Lữ đoàn 861, trước đây là Tiểu đòa 861 thuộc Lữ đoàn 126).
Doanh trại đóng quân tại căn cứ không quân Đồng Bà Thìn cũ, trước là căn cứ do Mỹ và New Zealand sử dụng trong chiến tranh trước năm 1975.

## Tổ chức
- Tiểu đoàn bộ binh 863
- Tiểu đoàn bộ binh 864
- Tiểu đoàn bộ binh 865
- Tiểu đoàn thiết giáp 866
- Tiểu đoàn tăng 867
- Tiểu đoàn pháo binh 868
- Tiểu đoàn phòng không 869